# Mróz-Active Jet
L'equip Mróz-Active Jet, conegut també com a Intel-Action o Action, va ser un equip ciclista professional polonès que va competir de 1996 a 2011. De 2005 a 2007 va tenir categoria continental professional i de 2009 a 2010 la continental. Disputava principalment curses dels circuits continentals de ciclisme i algun cop havia arribat a disputar alguna cursa de l'UCI ProTour amb invitació.

## Principals resultats
- Memorial Andrzej Trochanowski: Raimondas Rumšas (1996), Adam Wadecki (2001), Bohdan Bòndarev (2002), Mateusz Taciak (2009)
- Małopolski Wyścig Górski: Andrzej Mierzejewski (1996), Dainis Ozols (1997), Tomasz Brożyna (1999), Zbigniew Piątek (2001), Cezary Zamana (2003, 2005), Marek Rutkiewicz (2006), Jacek Morajko (2010)
- Volta a Renània-Palatinat: Dainis Ozols (1997)
- Bałtyk-Karkonosze Tour: Andrzej Sypytkowski (1997), Raimondas Rumšas (1999), Oleksandr Klimenko (2002, 2003)
- Cursa de la Pau: Uwe Ampler (1998), Piotr Wadecki (2000)
- Cursa de Solidarność i els Atletes Olímpics: Piotr Wadecki (1997, 2005), Tomasz Brożyna (1998, 1999), Łukasz Bodnar (2007), Jacek Morajko (2010)
- Szlakiem Grodów Piastowskich: Andrzej Sypytkowski (1998), Piotr Wadecki (1999, 2000), Eugen Wacker (2001), Mariusz Witecki (2009), Marek Rutkiewicz (2010)
- Volta a Polònia: Tomasz Brożyna (1999), Cezary Zamana (2003)
- Setmana Ciclista Llombarda: Raimondas Rumšas (1999)
- Volta al Japó: Andrzej Sypytkowski (1999), Pawel Niedzwiecki (2001), Oleksandr Klimenko (2002)
- Memorial Henryk Łasak: Cezary Zamana (1999, 2003), Jacek Mickiewicz (2000), Piotr Chmielewski (2001), Mariusz Witecki (2010)
- Herald Sun Tour: Eugen Wacker (2000)
- Volta a Egipte: Remigius Lupeikis (2000)
- Gran Premi Ringerike: Arkadiusz Wojtas (2000)
- Giro del Cap: Piotr Chmielewski (2001)
- Puchar Ministra Obrony Narodowej: Kazimierz Stafiej (2004), Adam Wadecki (2004)
- Tour de Beauce: Tomasz Brożyna (2004)
- Dookoła Mazowsza: Adam Wadecki (2004)
- Volta a Eslovàquia: Piotr Chmielewski (2004)
- Tour de Hainan: Robert Radosz (2007)
- Copa dels Carpats: Marek Rutkiewicz (2010)

### A les grans voltes
- Giro d'Itàlia
  - 0 participacions

- Tour de França
  - 0 participacions

- Volta a Espanya
  - 0 participacions

## Classificacions UCI
Fins al 1998 els equips ciclistes es trobaven classificats dins l'UCI en una única categoria. El 1999 la classificació UCI per equips es dividí entre GSI, GSII i GSIII. D'acord amb aquesta classificació els Grups Esportius I són la primera categoria dels equips ciclistes professionals. La següent classificació estableix la posició de l'equip en finalitzar la temporada.
| Temporada | Classificació per equips | Millor ciclista en la classificació individual |
| --------- | ------------------------ | ---------------------------------------------- |
| 1996      | 42è                      | Cezary Zamana (259è)                           |
| 1997      | 29è                      | Piotr Wadecki (123è)                           |
| 1998      | 31è                      | Raimondas Rumšas (165è)                        |
| 1999      | 8è (GSII)                | Raimondas Rumšas (56è)                         |
| 2000      | 11è (GSII)               | Piotr Wadecki (42è)                            |
| 2001      | 17è (GSII)               | Zbigniew Piatek (122è)                         |
| 2002      | 12è (GSII)               | Zbigniew Piatek (186è)                         |
| 2003      | 1r (GSIII)               | Cezary Zamana (87è)                            |
| 2004      | 11è (GSII)               | Tomasz Brożyna (142è)                          |

A partir del 2005, l'equip participa en els Circuits continentals de ciclisme. La taula presenta les classificacions de l'equip al circuit, així com el millor ciclista individual.
UCI Àfrica Tour
| Temporada | Classificació per equips | Millor ciclista en la classificació individual |
| --------- | ------------------------ | ---------------------------------------------- |
| 2005      | 8è                       | Piotr Wadecki (8è)                             |

UCI Amèrica Tour
| Temporada | Classificació per equips | Millor ciclista en la classificació individual |
| --------- | ------------------------ | ---------------------------------------------- |
| 2010      | 40è                      | Piotr Krajewski (365è)                         |

UCI Àsia Tour
| Temporada | Classificació per equips | Millor ciclista en la classificació individual |
| --------- | ------------------------ | ---------------------------------------------- |
| 2005      | 16è                      | Marcin Lewandowski (66è)                       |
| 2006      | 16è                      | Bohdan Bòndarev (46è)                          |
| 2007      | 19è                      | Denys Kostyuk (33è)                            |
| 2009      | 28è                      | Blazej Janiaczyk (58è)                         |
| 2010      | 40è                      | Blazej Janiaczyk (131è)                        |

UCI Europa Tour
| Temporada | Classificació per equips | Millor ciclista en la classificació individual |
| --------- | ------------------------ | ---------------------------------------------- |
| 2005      | 10è                      | Cezary Zamana (16è)                            |
| 2006      | 38è                      | Mariusz Witecki (130è)                         |
| 2007      | 32è                      | Łukasz Bodnar (78è)                            |
| 2009      | 38è                      | Jacek Morajko (124è)                           |
| 2010      | 22è                      | Jacek Morajko (18è)                            |